# Soluta
Els soluts (Soluta) són una classe d'equinoderms del subembrancament Homalozoa coneguts només pels seus fòssil. El nom Homoiostelea es un sinònim de Soluta.

## Característiques
Els soluts eren animals asimètrics amb un esquelet estereomètric i dos apèndixs, un braç que s'estenia anteriorment i un apèndix posterior anomenat homoiòstel.

## Taxonomia
Els soluts inclouen vuit famílies, a part d'alguns gèneres de posició incerta:
- Família Dendrocystitidae Bassler, 1938 †
- Família Girvanicystidae Caster, 1967 †
- Família Iowacystidae Gill & Caster, 1960 †
- Família Maenniliidae Rozhnov & Jefferies, 1996 †
- Família Minervaecystidae Ubaghs & Caster, 1967 †
- Família Plasiacystidae Prokop & Petr, 2003 †
- Família Rutroclypeidae Gill & Caster, 1960 †
- Família Syringocrinidae Parsley & Caster, 1965 †